# Die kleinen Ladenmädchen gehen ins Kino
Die kleinen Ladenmädchen gehen ins Kino (1928) gehört zu den Essays, die Siegfried Kracauer in der Frankfurter Zeitung veröffentlichte. Für sie war er von 1924 bis 1933 tätig.

## Argumentationsstruktur und Thesen
In dem Essay „Die kleinen Ladenmädchen gehen ins Kino“ entwirft Siegfried Kracauer ein „Musteralbum“ von Fällen einer moralischen Sittenlehre. Sitten, die der Film dem Zuschauer vorsetzt und die dieser, nach Kracauer, nicht hinterfragt und auch nicht hinterfragen will. Kracauer stellt fest, dass in Kinofilmen eine „begrenzte Zahl typischer Motive“ immer wieder auftauche. Aus der Analyse dieser Motive und der kritischen Hinterfragung ihrer Zusammenhänge und der gesellschaftlichen Situation entwirft Kracauer folgende Thesen, die er anhand einer Reihe analysierter Film-Motive erläutert:

## Zentrale Thesen
1)	Filme spiegeln die Gesellschaft Filmproduzenten müssen sich am Publikumsgeschmack orientieren, denn Film ist ein industrielles Gemeinschaftsprodukt, das Abnehmer braucht.
2)	Filme zeigen die Gesellschaft, wie sie sich zu sehen wünscht Filme sind die „Tagträume der Gesellschaft“: Kracauer versteht Film als eine Beichte der Gesellschaft: Im Film kommen ihre unterdrückten Wünsche zum Ausdruck und werden fiktiv erfüllt. Dazu zählen auch historische Filme, wie über den Ersten Weltkrieg. Diese Filme sind „keine Flucht ins Jenseits der Geschichte, sondern die unmittelbare Willenskundgabe der Gesellschaft.“
3)	Historische Filme sind in ihrer eigentlichen Bestimmung Blendungsversuche Je intensiver sich Filme mit der Gegenwart oder der unmittelbaren Vergangenheit beschäftigen desto mehr verringert sich ihr Mut: Missverhältnisse und Revolutionen werden nur thematisiert solange sie in der Vergangenheit spielen. Ein historischer Film soll von den aktuellen Missständen ablenken und realen Revolutionen vorbeugen, indem er das theoretische Gerechtigkeitsgefühl stärkt.
4)	 Der Film wird zur Verfestigung der herrschenden Gesellschaftsstrukturen gebraucht Dem Film gelingt es, die Zuschauer in einem andauernden Zustand von Geistesabwesenheit zu halten, der sie vor der Auseinandersetzung mit sich selbst und ihrer Umwelt bewahrt. Beispielsweise wird im Film – wie dann auch im realen Leben – über ein privates Unglück das der Öffentlichkeit vergessen. Die Rettung einer ganzen Klasse wird durch die einer einzelnen Personen verhindert.
5)	Der Inbegriff der Filmmotive ist zugleich die Summe der gesellschaftlichen Ideologien, die durch die Deutung dieser Motive entzaubert werden Die immer wiederkehrenden Filmmotive verkörpern, nach Kracauers Analyse, die zentralen gesellschaftlichen Ideale. Filme, die das wahre Bild der Gesellschaft zeigen, wirken verrückt, sind aber im Kern gesund. Deckt ein Film unmoralische Handlungen auf, wirkt das auf das Publikum erschreckend und demoralisierend. Ihre offizielle Gültigkeit haben sie nur, solange sie im Verborgenen ausgeübt werden: Der Film schildert Ereignisse wie sie sind, statt ihnen die Würde zu erhalten, die sie ermöglicht! Filmmotiv und gesellschaftliches Ideal werden entzaubert. Da das Publikum sich im Kino aber von den realen Problemen ablenken möchte wird ein solcher Film keinen Erfolg haben. Kracauer bleibt nur die schriftliche Entzauberung in seinen zahlreichen Essays.

## Kritische Einordnung und Stellungnahme zum Text
Der Titel
Nach Kracauer bilden die Angestellten im Kino der 1920er Jahre die Mehrheit der Besucher: Der Besuch im Kino hilft, den harten Alltagsstress zu vergessen. Gleichzeitig dient dieses Vergessen der intellektuellen Führung. Sie muss das Volk dumm halten, damit sie an Macht nicht einbüßt. Kracauer übt Kritik an der Machterhaltung der Eliten und der Chancenlosigkeit der sozial Bedürftigeren, die – wie er weiter kritisiert – selbst keinen Schritt aus dem Elend herauswagen.
Warum nennt Kracauer seinen Text Die kleinen Ladenmädchen gehen ins Kino und nicht Die Leute gehen ins Kino? Es sind ja – damals und heute – nicht nur kleine Ladenmädchen oder, distanzierter ausgedrückt, junge Angestellte, die ins Kino gehen.
Kracauer schlägt durch die Wahl seines Titels auf der einen Seite einen Bogen zwischen den neuen Frauenberufen (z. B. Stenotypistin) und neuen Konsumentinnen in der Weimarer Republik. Damit sieht er den Aufstieg der Angestellten im Zusammenhang mit der Feminisierung der Massenkultur.
Auf der anderen Seite zeigt er sich wenig fortschrittlich und wiederholt die Gleichsetzung von niederer Kultur und Weiblichkeit. Angebracht ist die Frage der feministischen Kritikerinnen: Warum ging dann Kracauer selbst ins Kino?
Die Angestellten
In seinem Essay Asyl für Obdachlose setzt er die Kritik an den Angestellten fort, die er als „geistig obdachlos“ bezeichnet: „Das Höhere“ so Kracauer „Es ist ihm (dem/der Angestellten) nicht Gehalt, sondern Glanz. Es ergibt sich ihm nicht durch Sammlung, sondern in der Zerstreuung“ Das Elend zuhause wird im Glanz der Etablissements vergessen. Besonders stehen wieder die weiblichen Angestellten in der Kritik: „’Ernste Unterhaltungen’, sagte sie [nach Kracauer: „Eine zu Reflexion neigende Stenotypistin“] ’zerstreuen nur und lenken von der Umwelt ab, die man genießen möchte.’ Wenn einem ernsten Gespräch zerstreuende Wirkungen beigemessen werden, ist es mit der Zerstreuung unerbittlicher Ernst.“ Neben seiner Kritik stellt aber auch Kracauer keine konkreten Forderungen, die umgesetzt werden könnten.
Siegfried Kracauer
An wen sich Kracauer in seinen Essays wendet, wird aus dem Geschriebenen nicht eindeutig klar. Will er mit seiner Schrift aktiv einem bestimmten Zweck dienen? Will er die Angestellten auf ihre Situation aufmerksam machen? Will er Aufklärung leisten? „Vieles bei ihm“, so Adorno „war reaktiv; Philosophie nicht zuletzt ein Mittel der Selbstbehauptung.“
Der Schriftsteller und Philosoph Kracauer erforscht in seinen Schriften immer wieder die „Exotik des Alltags“. Er will in den Oberflächenerscheinungen und Oberflächenäußerungen der Masse die Spiegelung der Zeit erkennen und ihrem wahren Kern näher kommen. Kracauer geht in seinen Betrachtungen von der Form aus, nicht von den Inhalten. Im Mittelpunkt seines Interesses stehen die mediale Wahrnehmung und die inszenierte Vermittlung von Inhalten. Kracauer nimmt bei seinen Betrachtungen verschiedene Standpunkte ein und nimmt sich die Freiheit, sich selbst zu widersprechen. Das macht es für uns als Leser schwer ihn einzuordnen, da er sich jeder Schwarz-Weiß-Malerei entzieht.
Gertrud Koch schreibt in ihrem Buch Kracauer zur Einführung: „Kracauer versucht sich nicht wie um 1920/30 üblich an der Reportage sondern am Mosaik. Ein Mosaik ist für Kracauer eine bewusste Zusammenstellung, eine Konstruktion. Nur so kann man sich der Wirklichkeit nähern. Die Reportage ist eine Photographie.“
Kracauer stellt mit seinem Ansatz einen Gegenpol zur literarischen Richtung Neue Sachlichkeit dar, sein Ansatz ist kein dokumentarischer, sondern ein philosophischer. Kracauer versteht seine Beobachtungen als umfassender und kritisiert, dass die objektiven Beobachtungen der Neuen Sachlichkeit wie beispielsweise von Alfred Döblin (Berlin Alexanderplatz) an der Oberfläche bleiben und damit „eine Fassade, die nichts verbirgt(…).“
Kracauer beschreibt und beobachtet, er examiniert den Alltag und unter seinem Blick werden doppelte Böden offenbar. Alltägliche Gegenstände werden von ihm beschrieben und als Fetisch enttarnt; gewohnte Handlungen werden unter seinem Blick zur Farce.
In der Beobachtung des Alltags durchdringt er die schillernde und schützende Fassade der gewohnten Etablissements, Strukturen und Handlungsweisen und bringt ans Licht, was sich seiner Meinung nach dahinter verbirgt. Sein Freund Theodor W. Adorno schreibt über ihn in seinem Essay Der wunderliche Realist. Über Siegfried Kracauer: „(…) sein Denken (war) eigentlich immer [sic!] mehr Anschauung als Denken“.
Die Schlussfolgerungen, die Siegfried Kracauer aus seinen Beobachtungen zieht, sind oft düster. Während seiner Entwicklung kultivierte er die Rolle des Außenseiters, die ihm in die Wiege gelegt zu sein scheint: Die Eltern haben wenig Zeit für ihr einziges Kind und schon früh ist Kracauer unzufrieden mit seinem Äußeren. Spätestens ab 1933 ist er, als junger Mann jüdischer Herkunft, der Nationalsozialistischen Propaganda und Judenverfolgung unter Adolf Hitler ausgeliefert und emigriert zunächst nach Paris.
Der Essay „Die kleinen Ladenmädchen gehen ins Kino“ gehört zu den Texten von Kracauer, in denen seine Argumentationsstruktur für den Leser leicht nachzuvollziehen ist. In der Anwendung seiner Argumentation auf die heutige Kinokultur sind interessante Parallelen festzustellen.